# Chrissie Fit
 (août 2023).
Si vous disposez d'ouvrages ou d'articles de référence ou si vous connaissez des sites web de qualité traitant du thème abordé ici, merci de compléter l'article en donnant les références utiles à sa vérifiabilité et en les liant à la section « Notes et références ».
 (août 2023).
La mise en forme du texte ne suit pas les recommandations de Wikipédia : il faut le « wikifier ».
Les points d'amélioration suivants sont les cas les plus fréquents :
- Les titres sont pré-formatés par le logiciel. Ils ne sont ni en capitales, ni en gras.
- Le texte ne doit pas être écrit en capitales (les noms de famille non plus), ni en gras, ni en italique, ni en « petit »…
- Le gras n'est utilisé que pour surligner le titre de l'article dans l'introduction, une seule fois.
- L'italique est rarement utilisé : mots en langue étrangère, titres d'œuvres, noms de bateaux, etc.
- Les citations ne sont pas en italique mais en corps de texte normal. Elles sont entourées par des guillemets français : « et ».
- Les listes à puces sont à éviter, des paragraphes rédigés étant largement préférés. Les tableaux sont à réserver à la présentation de données structurées (résultats, etc.).
- Les appels de note de bas de page (petits chiffres en exposant, introduits par l'outil «  Source ») sont à placer entre la fin de phrase et le point final[comme ça].
- Les liens internes (vers d'autres articles de Wikipédia) sont à choisir avec parcimonie. Créez des liens vers des articles approfondissant le sujet. Les termes génériques sans rapport avec le sujet sont à éviter, ainsi que les répétitions de liens vers un même terme.
- Les liens externes sont à placer uniquement dans une section « Liens externes », à la fin de l'article. Ces liens sont à choisir avec parcimonie suivant les règles définies. Si un lien sert de source à l'article, son insertion dans le texte est à faire par les notes de bas de page.
- La présentation des références doit suivre les conventions bibliographiques. Il est recommandé d'utiliser les modèles {{Ouvrage}}, {{Chapitre}}, {{Article}}, {{Lien web}} et/ou {{Bibliographie}}. Le mode d'édition visuel peut mettre en forme automatiquement les références.
- Insérer une infobox (cadre d'informations à droite) n'est pas obligatoire pour parachever la mise en page.

Pour une aide détaillée, merci de consulter Aide:Wikification.
Si vous pensez que ces points ont été résolus, vous pouvez retirer ce bandeau et améliorer la mise en forme d'un autre article.
Christina Fit, dite Chrissie Fit, est une chanteuse et actrice américaine, née le 3 avril 1984 à Miami.
Elle est surtout connue pour avoir joué dans des épisodes de la série Hôpital central, ainsi que dans le téléfilm de Disney Channel Teen Beach Movie.

## Biographie
Christina Marie Fit est née le 3 avril 1984 à Miami, en Floride, elle est la fille de Marie-Christine et Miguel Fit. Chrissie a commencé à chanter à l'âge de cinq ans et a toujours eu un penchant pour le dramatique. Elle a découvert le monde des acteurs quand elle avait dix ans et elle est devenue accro. Elle a joué dans d'innombrables pièces de théâtre et comédies musicales tout au long de ses années d'école, et finalement elle a commencé à travailler avec des compagnies de théâtre dans sa ville natale de Miami, en Floride.

### 2006-2010: Début de carrièreGeneral Hospital,The Subpranoset autres
C.Fit fait ses débuts d'actrice en 2006 dans Zoey 101, série de télévision de Nickelodeon. Elle a fait son premier rôle récurrent dans la série américaine de télévision General Hospital, où elle a joué Mercedes de 2007-2012. Elle a également travaillé sur la websérie, Les Subpranos, en jouant Denise Flores de la Rosa. Elle est également apparue sur Southland, House, MD, Night Shift et The Middleman.

### Depuis 2012: Retour d'acteur,Teen Beach Movie, et écrivain
En 2012, Fit reprend sa carrière d'actrice avec Filly Brown, où elle a joué Lupe Tonorio.
En 2013, elle a ensuite été choisi pour faire CheeChee dans le Disney Channel original movie[pas clair]. 
En 2015, elle joue le rôle de Flo dans le second opus de la série The Hit Girls, le film Pitch Perfect 2. Elle reprend son rôle en 2017 pour Pitch Perfect 3.
En 2019, elle participe à un épisode du reboot de Charmed.
Chrissie travail actuellement sur sa carrière d'écrivain. Elle a terminé son premier scénario, Love's A Trip, avec sa partenaire d'écriture, Cyrina Fiallo. Elles travaillent actuellement sur un scénario pour le producteur Barney Cohen, et continuent à écrire pour leur série web, Les Subpranos.